# Jena (framework)
Apache Jena (ou juste Jena) est un framework Java gratuit et open source pour la construction des applications du web sémantique et de l'annotation sémantique (Linked data).
Il est composé de différentes APIs interagissant ensemble pour traiter les données RDF.